# Roi et deux fous contre roi seul
 (avril 2013).
Si vous disposez d'ouvrages ou d'articles de référence ou si vous connaissez des sites web de qualité traitant du thème abordé ici, merci de compléter l'article en donnant les références utiles à sa vérifiabilité et en les liant à la section « Notes et références ».
Cet article utilise la notation algébrique pour décrire des coups du jeu d'échecs.
La finale Roi et deux fous contre roi seul est une technique de mat du jeu d'échecs permettant à un joueur disposant de ses deux fous ainsi que son roi de mater son adversaire ne disposant que d'un roi isolé.

## Principe
S'il est possible, avec une dame ou une tour, de barrer le chemin au roi adverse par le contrôle d'une rangée, ceci est impossible à un fou seul. Adepte de la diagonale, il est de par sa démarche destiné à ne connaître que les cases blanches (ou noires) de l'échiquier. Il laisse donc au roi adverse l'accès à toutes les cases de couleur opposée à la sienne. Moralité : pour contraindre le roi à reculer, il va falloir deux fous, un pour les cases blanches, l'autre pour les cases noires. C'est leur placement en début de partie. Deux fous se trouveront donc toujours sur des cases de couleur opposées, sauf dans le cas très rare en pratique mais qui a son importance en composition échiquéenne, de la promotion d'un pion en fou (qui, dans le cas d'une finale Roi et deux fous contre roi seul, se conclurait par une partie nulle).
Il est écrit plus haut que les deux fous vont contraindre le roi adverse à reculer. En réalité, ils vont avoir besoin de l'aide de leur propre roi pour cela.

## Démonstration
|   | a | b | c | d | e | f | g | h |   |
| 8 | Fou blanc sur case blanche c6 · Fou blanc sur case noire d6 · Roi noir sur case blanche f5 · Roi blanc sur case noire b2 | Fou blanc sur case blanche c6 · Fou blanc sur case noire d6 · Roi noir sur case blanche f5 · Roi blanc sur case noire b2 | Fou blanc sur case blanche c6 · Fou blanc sur case noire d6 · Roi noir sur case blanche f5 · Roi blanc sur case noire b2 | Fou blanc sur case blanche c6 · Fou blanc sur case noire d6 · Roi noir sur case blanche f5 · Roi blanc sur case noire b2 | Fou blanc sur case blanche c6 · Fou blanc sur case noire d6 · Roi noir sur case blanche f5 · Roi blanc sur case noire b2 | Fou blanc sur case blanche c6 · Fou blanc sur case noire d6 · Roi noir sur case blanche f5 · Roi blanc sur case noire b2 | Fou blanc sur case blanche c6 · Fou blanc sur case noire d6 · Roi noir sur case blanche f5 · Roi blanc sur case noire b2 | Fou blanc sur case blanche c6 · Fou blanc sur case noire d6 · Roi noir sur case blanche f5 · Roi blanc sur case noire b2 | 8 |
| 7 | Fou blanc sur case blanche c6 · Fou blanc sur case noire d6 · Roi noir sur case blanche f5 · Roi blanc sur case noire b2 | Fou blanc sur case blanche c6 · Fou blanc sur case noire d6 · Roi noir sur case blanche f5 · Roi blanc sur case noire b2 | Fou blanc sur case blanche c6 · Fou blanc sur case noire d6 · Roi noir sur case blanche f5 · Roi blanc sur case noire b2 | Fou blanc sur case blanche c6 · Fou blanc sur case noire d6 · Roi noir sur case blanche f5 · Roi blanc sur case noire b2 | Fou blanc sur case blanche c6 · Fou blanc sur case noire d6 · Roi noir sur case blanche f5 · Roi blanc sur case noire b2 | Fou blanc sur case blanche c6 · Fou blanc sur case noire d6 · Roi noir sur case blanche f5 · Roi blanc sur case noire b2 | Fou blanc sur case blanche c6 · Fou blanc sur case noire d6 · Roi noir sur case blanche f5 · Roi blanc sur case noire b2 | Fou blanc sur case blanche c6 · Fou blanc sur case noire d6 · Roi noir sur case blanche f5 · Roi blanc sur case noire b2 | 7 |
| 6 | Fou blanc sur case blanche c6 · Fou blanc sur case noire d6 · Roi noir sur case blanche f5 · Roi blanc sur case noire b2 | Fou blanc sur case blanche c6 · Fou blanc sur case noire d6 · Roi noir sur case blanche f5 · Roi blanc sur case noire b2 | Fou blanc sur case blanche c6 · Fou blanc sur case noire d6 · Roi noir sur case blanche f5 · Roi blanc sur case noire b2 | Fou blanc sur case blanche c6 · Fou blanc sur case noire d6 · Roi noir sur case blanche f5 · Roi blanc sur case noire b2 | Fou blanc sur case blanche c6 · Fou blanc sur case noire d6 · Roi noir sur case blanche f5 · Roi blanc sur case noire b2 | Fou blanc sur case blanche c6 · Fou blanc sur case noire d6 · Roi noir sur case blanche f5 · Roi blanc sur case noire b2 | Fou blanc sur case blanche c6 · Fou blanc sur case noire d6 · Roi noir sur case blanche f5 · Roi blanc sur case noire b2 | Fou blanc sur case blanche c6 · Fou blanc sur case noire d6 · Roi noir sur case blanche f5 · Roi blanc sur case noire b2 | 6 |
| 5 | Fou blanc sur case blanche c6 · Fou blanc sur case noire d6 · Roi noir sur case blanche f5 · Roi blanc sur case noire b2 | Fou blanc sur case blanche c6 · Fou blanc sur case noire d6 · Roi noir sur case blanche f5 · Roi blanc sur case noire b2 | Fou blanc sur case blanche c6 · Fou blanc sur case noire d6 · Roi noir sur case blanche f5 · Roi blanc sur case noire b2 | Fou blanc sur case blanche c6 · Fou blanc sur case noire d6 · Roi noir sur case blanche f5 · Roi blanc sur case noire b2 | Fou blanc sur case blanche c6 · Fou blanc sur case noire d6 · Roi noir sur case blanche f5 · Roi blanc sur case noire b2 | Fou blanc sur case blanche c6 · Fou blanc sur case noire d6 · Roi noir sur case blanche f5 · Roi blanc sur case noire b2 | Fou blanc sur case blanche c6 · Fou blanc sur case noire d6 · Roi noir sur case blanche f5 · Roi blanc sur case noire b2 | Fou blanc sur case blanche c6 · Fou blanc sur case noire d6 · Roi noir sur case blanche f5 · Roi blanc sur case noire b2 | 5 |
| 4 | Fou blanc sur case blanche c6 · Fou blanc sur case noire d6 · Roi noir sur case blanche f5 · Roi blanc sur case noire b2 | Fou blanc sur case blanche c6 · Fou blanc sur case noire d6 · Roi noir sur case blanche f5 · Roi blanc sur case noire b2 | Fou blanc sur case blanche c6 · Fou blanc sur case noire d6 · Roi noir sur case blanche f5 · Roi blanc sur case noire b2 | Fou blanc sur case blanche c6 · Fou blanc sur case noire d6 · Roi noir sur case blanche f5 · Roi blanc sur case noire b2 | Fou blanc sur case blanche c6 · Fou blanc sur case noire d6 · Roi noir sur case blanche f5 · Roi blanc sur case noire b2 | Fou blanc sur case blanche c6 · Fou blanc sur case noire d6 · Roi noir sur case blanche f5 · Roi blanc sur case noire b2 | Fou blanc sur case blanche c6 · Fou blanc sur case noire d6 · Roi noir sur case blanche f5 · Roi blanc sur case noire b2 | Fou blanc sur case blanche c6 · Fou blanc sur case noire d6 · Roi noir sur case blanche f5 · Roi blanc sur case noire b2 | 4 |
| 3 | Fou blanc sur case blanche c6 · Fou blanc sur case noire d6 · Roi noir sur case blanche f5 · Roi blanc sur case noire b2 | Fou blanc sur case blanche c6 · Fou blanc sur case noire d6 · Roi noir sur case blanche f5 · Roi blanc sur case noire b2 | Fou blanc sur case blanche c6 · Fou blanc sur case noire d6 · Roi noir sur case blanche f5 · Roi blanc sur case noire b2 | Fou blanc sur case blanche c6 · Fou blanc sur case noire d6 · Roi noir sur case blanche f5 · Roi blanc sur case noire b2 | Fou blanc sur case blanche c6 · Fou blanc sur case noire d6 · Roi noir sur case blanche f5 · Roi blanc sur case noire b2 | Fou blanc sur case blanche c6 · Fou blanc sur case noire d6 · Roi noir sur case blanche f5 · Roi blanc sur case noire b2 | Fou blanc sur case blanche c6 · Fou blanc sur case noire d6 · Roi noir sur case blanche f5 · Roi blanc sur case noire b2 | Fou blanc sur case blanche c6 · Fou blanc sur case noire d6 · Roi noir sur case blanche f5 · Roi blanc sur case noire b2 | 3 |
| 2 | Fou blanc sur case blanche c6 · Fou blanc sur case noire d6 · Roi noir sur case blanche f5 · Roi blanc sur case noire b2 | Fou blanc sur case blanche c6 · Fou blanc sur case noire d6 · Roi noir sur case blanche f5 · Roi blanc sur case noire b2 | Fou blanc sur case blanche c6 · Fou blanc sur case noire d6 · Roi noir sur case blanche f5 · Roi blanc sur case noire b2 | Fou blanc sur case blanche c6 · Fou blanc sur case noire d6 · Roi noir sur case blanche f5 · Roi blanc sur case noire b2 | Fou blanc sur case blanche c6 · Fou blanc sur case noire d6 · Roi noir sur case blanche f5 · Roi blanc sur case noire b2 | Fou blanc sur case blanche c6 · Fou blanc sur case noire d6 · Roi noir sur case blanche f5 · Roi blanc sur case noire b2 | Fou blanc sur case blanche c6 · Fou blanc sur case noire d6 · Roi noir sur case blanche f5 · Roi blanc sur case noire b2 | Fou blanc sur case blanche c6 · Fou blanc sur case noire d6 · Roi noir sur case blanche f5 · Roi blanc sur case noire b2 | 2 |
| 1 | Fou blanc sur case blanche c6 · Fou blanc sur case noire d6 · Roi noir sur case blanche f5 · Roi blanc sur case noire b2 | Fou blanc sur case blanche c6 · Fou blanc sur case noire d6 · Roi noir sur case blanche f5 · Roi blanc sur case noire b2 | Fou blanc sur case blanche c6 · Fou blanc sur case noire d6 · Roi noir sur case blanche f5 · Roi blanc sur case noire b2 | Fou blanc sur case blanche c6 · Fou blanc sur case noire d6 · Roi noir sur case blanche f5 · Roi blanc sur case noire b2 | Fou blanc sur case blanche c6 · Fou blanc sur case noire d6 · Roi noir sur case blanche f5 · Roi blanc sur case noire b2 | Fou blanc sur case blanche c6 · Fou blanc sur case noire d6 · Roi noir sur case blanche f5 · Roi blanc sur case noire b2 | Fou blanc sur case blanche c6 · Fou blanc sur case noire d6 · Roi noir sur case blanche f5 · Roi blanc sur case noire b2 | Fou blanc sur case blanche c6 · Fou blanc sur case noire d6 · Roi noir sur case blanche f5 · Roi blanc sur case noire b2 | 1 |
|   | a | b | c | d | e | f | g | h |   |

Si simplement 1. Fc6-d7+, alors Rf5-e4 2. Fd7-c6+, Re4-f5, et on n'est pas plus avancé. L'aide du roi blanc est indispensable.
Le roi noir va compliquer la tâche : il s'approche des fous, les obligeant à faire de grandes transversales pour lui échapper. Malgré ces quelques difficultés, la règle des 50 coups (qui clôt la partie avec partage du point) n'est pas trop gênante avec deux fous, il sera aisément possible de mater avant cette échéance.
À partir du diagramme ci-dessus, une fin de partie possible :
1. Rb2-c3 Rf5-e6 2. Fd6-c7 (dans cette position, le roi noir ne peut plus attaquer les fous, il ne peut que faire demi-tour) 2. … Re6-f5 3. Rc3-d3, Rf5-e6 4. Rd3-e4, Re6-f6 5. Fc6-d7 (réduit l'espace diagonale après diagonale) 5. … Rf6-e7 6. Fd7-c8, Re7-f6 7. Fc7-d8+ (efficace seulement parce que RoiBlanc contrôle e5) 7. … Rf6-g6 8. Re4-f4, Rg6-f7 9. Rf4-f5, Rf7-e8 10. Fd8-f6, Re8-f7 11. Fc8-d7 (contrôle e8 pour contraindre RoiNoir à aller sur la bande, et vers un coin) 11. … Rf7-f8 12. Rf5-g6, Rf8-g8 13. Ff6-e7, Rg8-h8 14. Fd7-c6 (coup d'attente. Évidemment pas 14. Fe6 pat) 14. … Rh8-g8 15. Fc6-d5+, Rg8-h8 16. Fe7-f6 # (mat)